# Нури ас-Саид
Нури ас-Саид или Саид Нури (араб. نوري السعيد‎; 23 октября 1887, Багдад, вилайет Багдад, Османская империя — 15 июля 1958, Багдад, Ирак) — иракский политический и государственный деятель, восемь раз занимавший должность премьер-министра Королевства Ирака. Убит восставшими жителями Багдада во время Иракской революции 1958 года.

## Биография
Родился в суннитской семье бухгалтера северокавказского происхождения. В 1906 году окончил военную академию Стамбуле, служил в турецкой армии. В 1912 году в качестве офицера участвовал в итало-турецкой войне в Ливии, организовывал движение сопротивления итальянским оккупантам.
В 1913 году участвовал в организованном арабскими офицерами турецкой армии антитурецком заговоре, после раскрытия которого эмигрировал в Египет. где на некоторое время попал в британский плен. В 1916 году присоединился к арабскому антитурецкому восстанию в Хиджазе, занимал высокие посты в армии эмира Фейсала, возглавлял арабские войска, которые взяли Дамаск. В 1921 году вернулся в Ирак, последовав за изгнанным из Сирии французами королём Фейсалом. В 1922 году был назначен первым начальником полиции, а в 1924 году — заместителем начальника штаба армии.
В 1930—1958 годах (с перерывами) 8 раз возглавлял правительство; неоднократно был министром иностранных дел и военным министром. Выступал как наиболее рьяный защитник английских интересов в Ираке. С именем Нури ас-Саида связано подписание англо-иракского договора 1930, предоставившего Британии неограниченное право размещать свои вооруженные силы и осуществлять транзита воинских частей через Ирак, а также легитимизировашего британский контроль над нефтяной промышленностью страны. В последние годы правления Фейсала их отношения испортились и политик был отправлен в отставку с поста премьера.
Во время военного переворота во главе с Сидки Бекри (1936) укрылся в посольстве Великобритании, а затем бежал в Египет. В результате внутриполитических интриг был отправлен послом в Лондон, затем начал сотрудничество с саудовской королевской семьей. После переворота Салах ад-Дин ас-Саббах в конце декабря 1938 года, Нури вновь становится премьер-министром Ирака. Он стремился оттеснить короля Гази I за счет поддержки его сводного брата принца Зейда. В ответ в марте следующего года началась кампания против главы кабинета с распространением слухов о якобы имевшем месте заговоре с целью убить Гази, за этим последовала «чистка» офицерского корпуса от сторонников Нури. После гибели главы государства в автокатастрофе 4 апреля 1939 года Нури открыто подозревался в причастности к его смерти. На королевских похоронах толпа скандировала: «Ты будешь отвечать за кровь Гази, Нури». Новый регент несовершеннолетнего на тот момент Фейсала II был изначально подвержен влиянию Нури.
После прихода к власти сил во главе с Рашидом Али аль-Гайлани, настроенных на союз с Германией, бывший премьер был вынужден бежать в контролируемую британцами Трансиорданию, с 1941 по 1944 гг. возглавлял правительство под фактической британской оккупацией. После заключения нового договора с Великобританией (1948) и жестокого подавления массовых акций протеста против этого документа Нури окончательно потерял поддержку населения. Вслед за этим он подписал ирано-турецкие и англо-иракские соглашения 1955 года, положивших начало созданию Багдадского пакта. Внутри страны проводил политику подавления рабочего и национально-освободительного движения. Заручившись таким образом поддержкой США и Великобритании, он активизировал репрессии в отношении своих внутриполитических оппонентов и ввёл цензуру средств массовой информации. После Суэцкого кризиса в Ираке резко выросло общественное недовольство в отношении Багдадского пакта, массовые протесты и беспорядки происходили по всей стране: в Багдаде, Басре, Мосуле, Куфе, Наджафе и Аль-Хилле. В ответ на последовавшие репрессии произошло объединение гражданской и военной оппозиции пробританскому режиму. Образование Арабской федерации Ирака и Иордании в ответ на создание Объединённой Арабской Республики и назначение ее премьером Нури уже не смогло повлиять на негативное для него развитие политических процессов.

## Смерть
В день свержения монархии Нури ас-Саид скрылся. Его сын Сабах ас-Саид был схвачен, убит и протащен по улицам Багдада. Тело облили бензином и сожгли под ликование толпы. Ас-Саид сумел сесть в лодку, привязанную к причалу поблизости от его жилища, и подняться вверх по Тигру. Его приютил его старый друг. Но Нури ас-Саид понимал, что вскоре сюда нагрянут восставшие, и переодевшись в женскую одежду, попытался пробраться через Багдад в Иран. Главнокомандующий армией получил сведения о том, что Нури ас-Саид скрывается в одном из домов багдадского квартала Баб аш-Шарки. Туда немедленно были отправлены войска и начались поиски, но бывшему премьеру удалось скрыться. Он пробирался через иракскую столицу, но на площади Свободы один подросток увидел торчавшие из-под женской одежды пижамные штаны. Он закричал, и тут же вокруг ас-Саида собрались люди. Находящийся рядом солдат, не раздумывая, застрелил старого премьера. По другой версии Нури сумел выхватить пистолет и покончить с собой.
Бывший премьер был похоронен в тот же день, но разъяренная толпа разорила его могилу, а труп политика потащили по улицам Багдада, где он был повешен, сожженный и изуродованный, после неоднократного наезда муниципальными автобусами, пока он стал неузнаваемым.